# Laharrague
Laharrague  —también conocida como Colonia Guaraypó o barrio Guaraypó— es una localidad argentina ubicada en el departamento Montecarlo de la Provincia de Misiones. Depende administrativamente del municipio de Montecarlo, de cuyo centro urbano dista unos 15 km.
La zona urbana se denomina Laharrague, siendo Guaraypó el nombre de la colonia agrícola donde se asienta la población, cercana al arroyo homónimo.

## Historia
Michel Laharrague, quien vivía en Buenos Aires, compró 75 000 hectáreas de un remate a comienzos del siglo XX. Luego dividió el mismo y se los entregó a colonos que quisieran trabajar la tierra permitiéndoles pagar en cuotas.

## Infraestructura
Cuenta con un colegio secundario y uno primario. En el tinglado comunitario se realiza la Fiesta del Tarefero, organizada por la Comisión Vecinal y el Municipio.

## Vías de comunicación
El acceso se realiza por dos caminos vecinales, uno de 6 km que la vincula directamente con la Ruta Nacional 12, y otro de 9 km que partiendo de Barrio Nuevo llega a la RP15 a la altura del paraje Cuatro Bocas y desde allí a la RN12. Este último comenzó a ser preparado para el asfalto en noviembre de 2017.